# Neven (Subotica)
Neven je bila tiskovina na hrvatskom jeziku koja je izlazila u mađarskom gradu Baji i poslije u Subotici. 

## Povijest
Pokrenuo ga je hrvatski književnik iz Bačke Mijo Mandić 15. siječnja 1884. List je u početku izlazio u Baji, potom u Somboru te od 1887. u Subotici.
U početku je izlazio mjesečno kao zabavno-obrazovni časopis.
Jedna od osobitosti je bila i što je izlazila na ikavici, zahvaljujući i protivljenju od strane Nikole Kujundžića iz 1885., unatoč prijedlogu redovitog suradnika fra Stipana Vujevića koji je predlagao da se piše na ijekavici.
1892., zbog ucjeniteljske ponude ugarskih prosvjetnih vlasti, Mijo Mandić je prestao biti urednikom ovog lista, ali to je bilo samo na papiru, jer ga je u tajnosti Mandić nastavio uređivati.
Nakon što su nakon neuspjeha Bunjevačke stranke brojni bački Hrvati se masovno priklonili u Bačkoj 1907. novoosnovanoj Zemaljskoj kršćansko-socijalnoj stranici i Neven je bio podupirao ovu stranku. Par godina poslije Neven mijenja svoj stav prema ovoj stranci i napada ju zbog izdaje nacionalnih interesa bačkih Hrvata, a drugi razlog ovim napadima je bilo i što je dio Nevenovih suradnika bio proliberalistički.
Od 1912. Neven je postao tjednikom, i to je bio do privremene obustave izlaženja 1914. zbog Prvog svjetskog rata, a u impresumu se isticao kao bunjevački i šokački list, ali i s proširenim tematskim djelokrugom: gospodarstvom i društvenim životom.
Koncem 1912. je Neven sve više se okretao političkim stavovima radi ostvarenja bunjevačkih prava, posebno naglašavajući svoju krilaticu borbe za prava hrvatskog jezika među Bunjevcima.
 
Rad mu se obnavlja koncem rata, 1918. Prešao je na dnevno izlaženje 17. studenoga 1918. godine i tako je izlazio do 1921. godine. Time je bio prvi dnevni list na hrvatskom jeziku u Subotici.  Poslije se javlja i kao mjesečni časopis.
Jedno vrijeme je u impresumu isticao se kao glasilo Bunjevačko-šokačke stranke, a nakon masovnog prijelaza članstva BŠS-a u HSS (1926. godine) u glasilo Hrvatske seljačke stranke za Srijem i Vojvodinu, polako pokazujući pomak od zabavno-obrazovnog lista prema ozbiljnim temama (gospodarstvo, politika, društvena pitanja).
Zbog oštrine njegovih stavova i činjenice da je bio okosnicom nacionalnopreporodne ideje među listovima bunjevačkih Hrvata, njegovi su ga protivnici nazivali "zvaničnim organom Hrvatsko frankovačko bunjevačke nacije".
Prestao je izlaziti 1940. godine.

## Poznati suradnici
Poznati suradnici "Nevena" su: Miroljub Ante Evetović, Ivan Petreš Čudomil, Mijo Mandić, Josip Đido Vuković, Petar Pančić, fra Stipan Vujević, dr Martin Matić, Matija Išpanović, Pavao Bašić-Palković, Beno Sudarević, Joso Prćić, Šandor Rajčić, Lazar Stipić, Marko Protić:str. 201....

## Urednici
- Mijo Mandić
- Pero Skenderović (formalno, a stvarni urednik je bio Mijo Mandić)
- Ilija Kujundžić
- Stipan Vojnić Tunić
- Šandor Rajčić[7]:str. 194.
- Mirko Ivković Ivandekić[7]:str. 194.
- Joso Prćić (od 1918.)[7]:str. 201.
- Mihovil Katanec (od 1930.)[8]

## Vanjske poveznice
- Hrvatska matica iseljenika  Arhivirana inačica izvorne stranice od 27. rujna 2007. (Wayback Machine) Naco Zelić: Glasila - novine u bačkih Hrvata